# Халкедонський собор

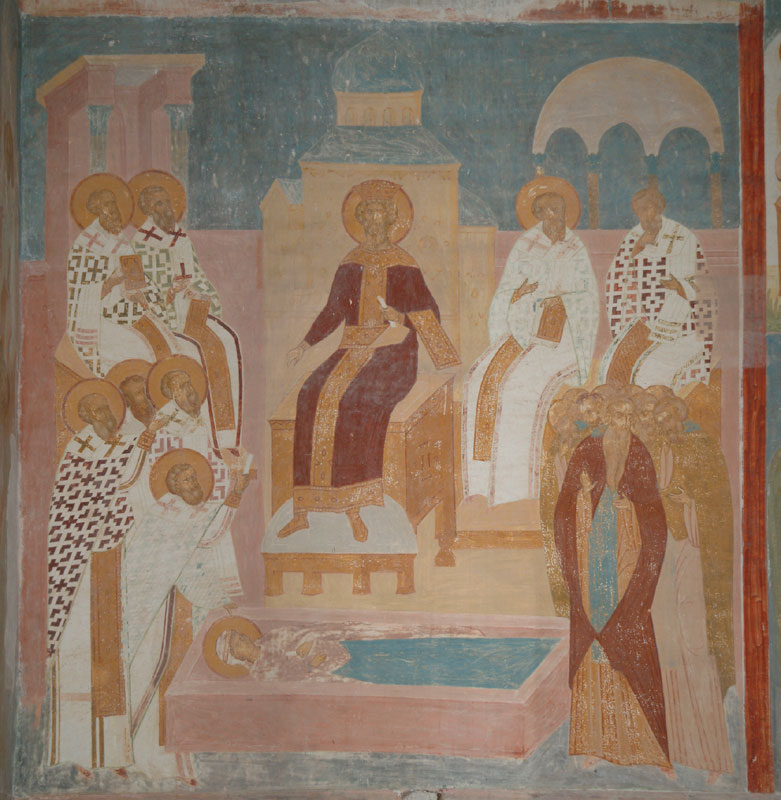
Халкедонський собор

Халкедо́нський собо́р або Халкідонський собор — четвертий Вселенський собор, скликаний за проханням римського імператора Маркіана та за згоди папи Лева I в Халкедоні (сучасний Кадикой, район Стамбула) у 451 році, з приводу єресі Євтихія — монофізитства. Євтихій навчав, що у Христі лише одна природа — божественна, а не подвійна (божественна та людська) і таким чином на хресті страждав не богочоловік, а сам Бог.
Засідання Халкедонського собору відбувалися у храмі великомучениці Євфимії, яка постраждала близько 304 року. На ньому було присутні 630 отців церкви. Собор було відкрито 8 жовтня 451 року і закрито 1 листопада; проведено 17 пленарних засідань. Стосовно вчення Євтихія собор ухвалив компромісне рішення: «Христос — Бог, але він і людина, перебуває в двох єствах, незмінно і нероздільно». Монофізити не визнали цього рішення. За ними пішли коптська (єгипетська), ефіопська та вірменська григоріанська церкви.
Важливим рішенням Собору був 28 канон, який визнав Константинопольський престол другим після Римського; далі «за честю» йшли Александрійський, Антіохійський та Єрусалимський. Аж після «великого церковного розколу» 1054 року Константинополь утверджується як перший престол православного світу.

## Догмат віровчення
На соборі було ухвалено догму про Пресвяту Трійцю та визначено як догмат, що в Ісусі Христі з'єднані дві природи — божественна і людська:

Отже, слідуючи святим Отцям, всі ми вчимо одноголосно: Господь наш Ісус Христос є один і той Самий Син, один і той же досконалий за Божеством і досконалий у людськості, істинний Бог і справжня Людина, один і той же, що складається з словесної (розумної) душі і тіла, єдиносущий Отцю за Божеством і той же єдиносущий нам по людству, подібний нам в усьому, крім гріха; народжений від Отця перед віками за Божеством, але Він же народжений в останні дні заради нас і нашого спасіння від Марії Діви і Богородиці по людству; один і той же Христос, Син, Господь, Єдинородний, у двох природах незмішаний, незмінний, нероздільний, нерозлучний; відмінність Його природ ніколи не зникає від їх з'єднання, але властивості кожної з двох природ з'єднуються в одній особі і одній іпостасі так, що не розтинаються і не поділяються на дві особи, але Він один і той Самий Син Єдинородний, Бог, Слово, Господь, Ісус Христос; такий само, як говорили спочатку про Нього пророки і як Він Сам Ісус Христос навчив нас, і як передав нам Символ Отців.

Таким визначенням віри засуджувалось вчення як монофізитів так і несторіанців.